# 舟瓣芹
舟瓣芹（学名：Sinolimprichtia alpina）为伞形科舟瓣芹属的植物，是中国的特有植物。分布于中国大陆的西藏、云南、四川、青海等地，生长于海拔4,600米的地区，多生长于沙地上以及山坡石缝中，目前尚未由人工引种栽培。

## 异名
- Sinolimprichtia alpina Wolff var. dissecta Shan et S. L. Liou